# Beekmos
Beekmos (Leptodictyum riparium) is een soort uit de pluisdraadmosfamilie (Amblystegiaceae).

## Determinatie
Beekmos is een slaapmos dat matten vormt. Het is een tamelijk variable soort die onregelmatig vertakte, doorgaans afgeplatte bebladerde stengels vormen met een maximale lengte van 30 cm. De eivormige bladeren, die in twee rijen staan, zijn vaak naar de top gericht.

### Gelijkende taxa
De meeste planten van beekmos zijn goed te herkennen aan bladstand en -vorm, maar soms lijkt de soort veel op moerassikkelmos of oeverpluisdraadmos, waarvan het microscopisch goed te onderscheiden is.

## Ecologie
Beekmos groeit langs allerlei zoete tot licht brakke wateren, zoals beken, sloten, grachten, meren en duinplassen, soms direct op de grond, vaker op stenen, hout of pollen van oeverplanten aan of in het water. De standplaatsen zijn meestal zwak tot sterk eutroof, maar de soort kan ook als pionier optreden in voedselarmer milieu. In luchtvochtige omgeving groeit beekmos ook wel hoog boven de grond als epifyt op boomtakken met een voedsel- en basenrijke schors.
Beekmos is gevonden in een zuur mijnbouwmeer en kan leven bij een pH tot 1,6 in vulkanische kraters. Het werd ooit samen met naaldwaterbies gevonden bij een Canadees mijnmeer. Het is bekend dat het een hoog fosfaatgehalte bevat en het is een gemakkelijk te kweken mos dat ook in aquaria wordt gebruikt. Er is gemeld dat beekmos een breed scala aan voedingscondities tolereert en dat de populatie toeneemt naarmate de ammoniak toeneemt.

### Syntaxonomie
In de syntaxonomie staat beekmos te boek als kensoort voor de klasse van (spat)watergemeenschappen.

## Verspreiding
Beekmos kent een kosmopolitische verspreiding. De enige plaatsen waar het niet voorkomt, zijn de eilanden in de Stille Oceaan en Australië. Het wordt vaak aangetroffen in de meren en rivieren van Minnesota en is ook aanwezig in Mexico, Guatemala, Bahama's, Cuba, Jamaica, Haïti, Dominicaanse Republiek, Venezuela, Peru en Brazilië.
In Nederland is beekmos algemeen. Het staat niet op de Nederlandse Rode Lijst en is niet bedreigd. De toename van het aantal vondsten na 1980 is ongetwijfeld een inventarisatie-effect.

## Fotogalerij

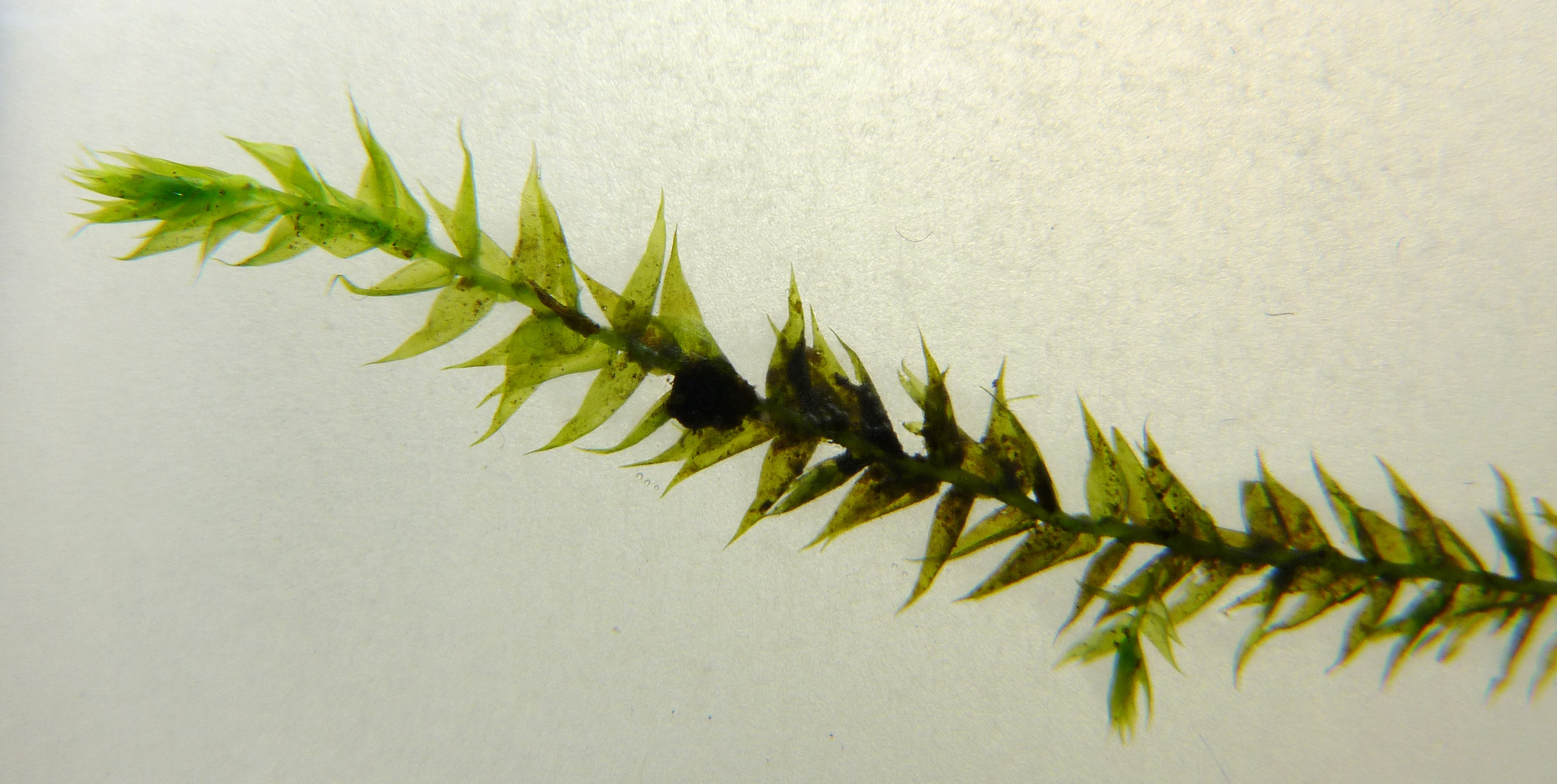
Bladeren
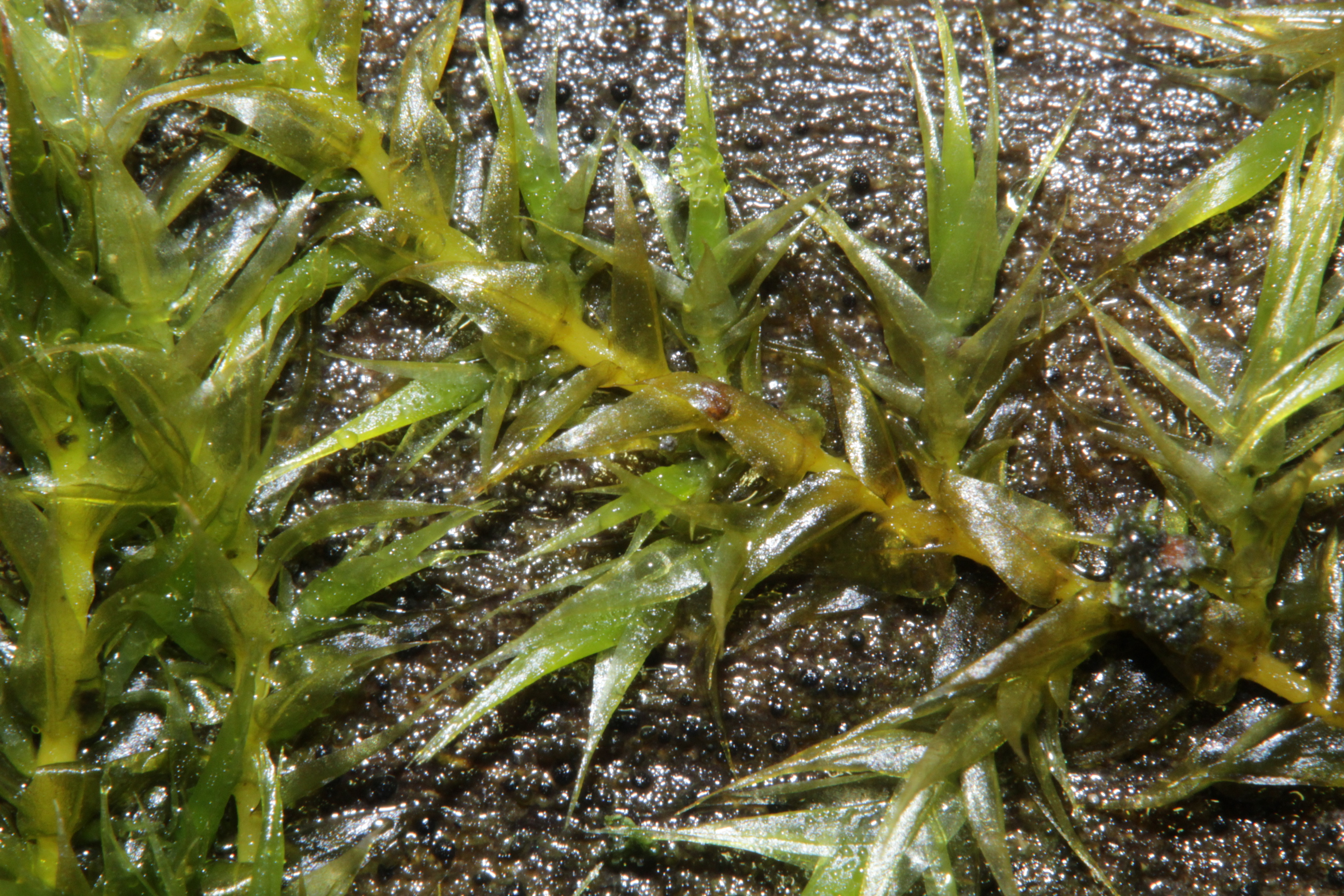
Bladeren
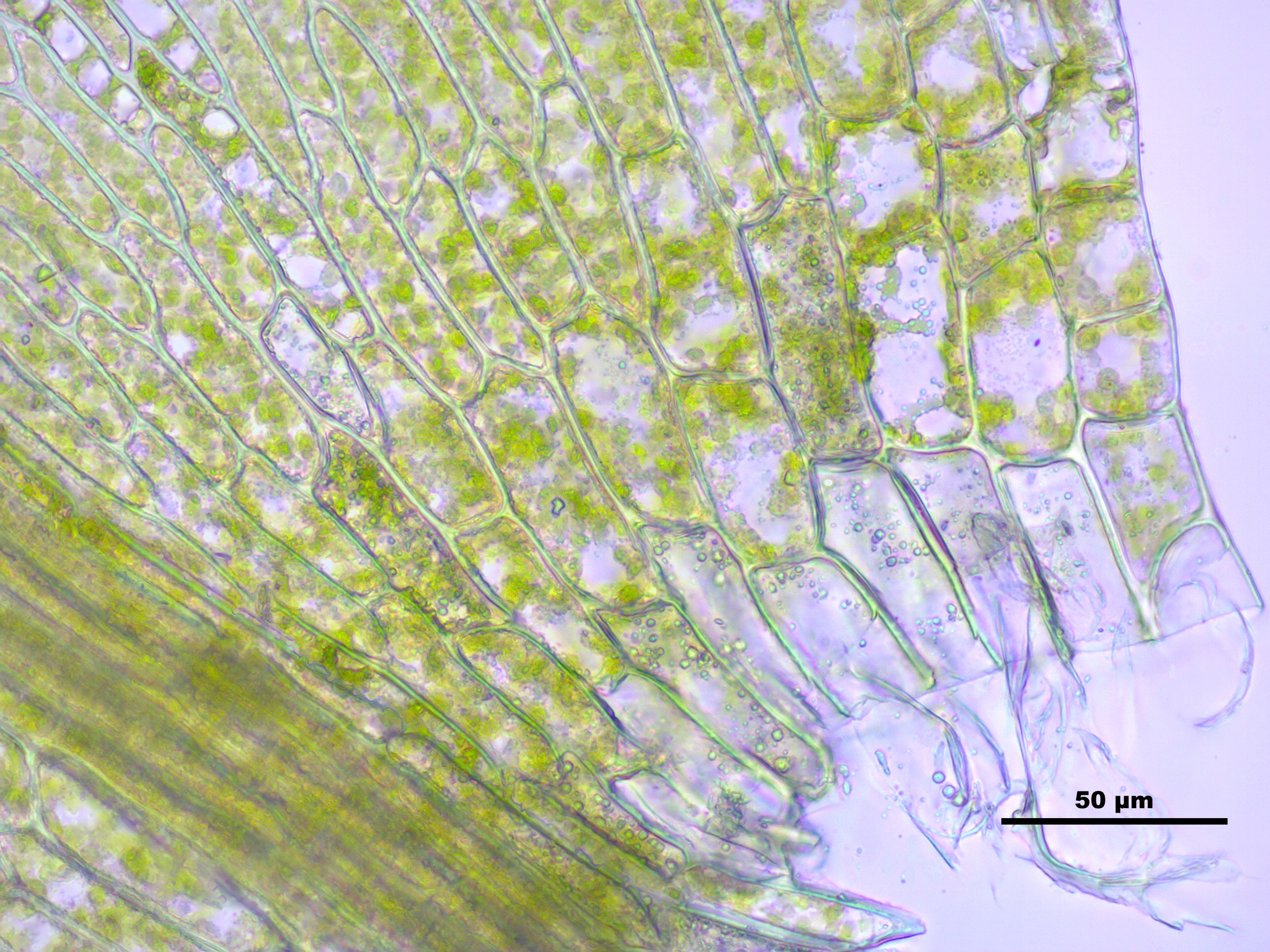
Bladcellen midden
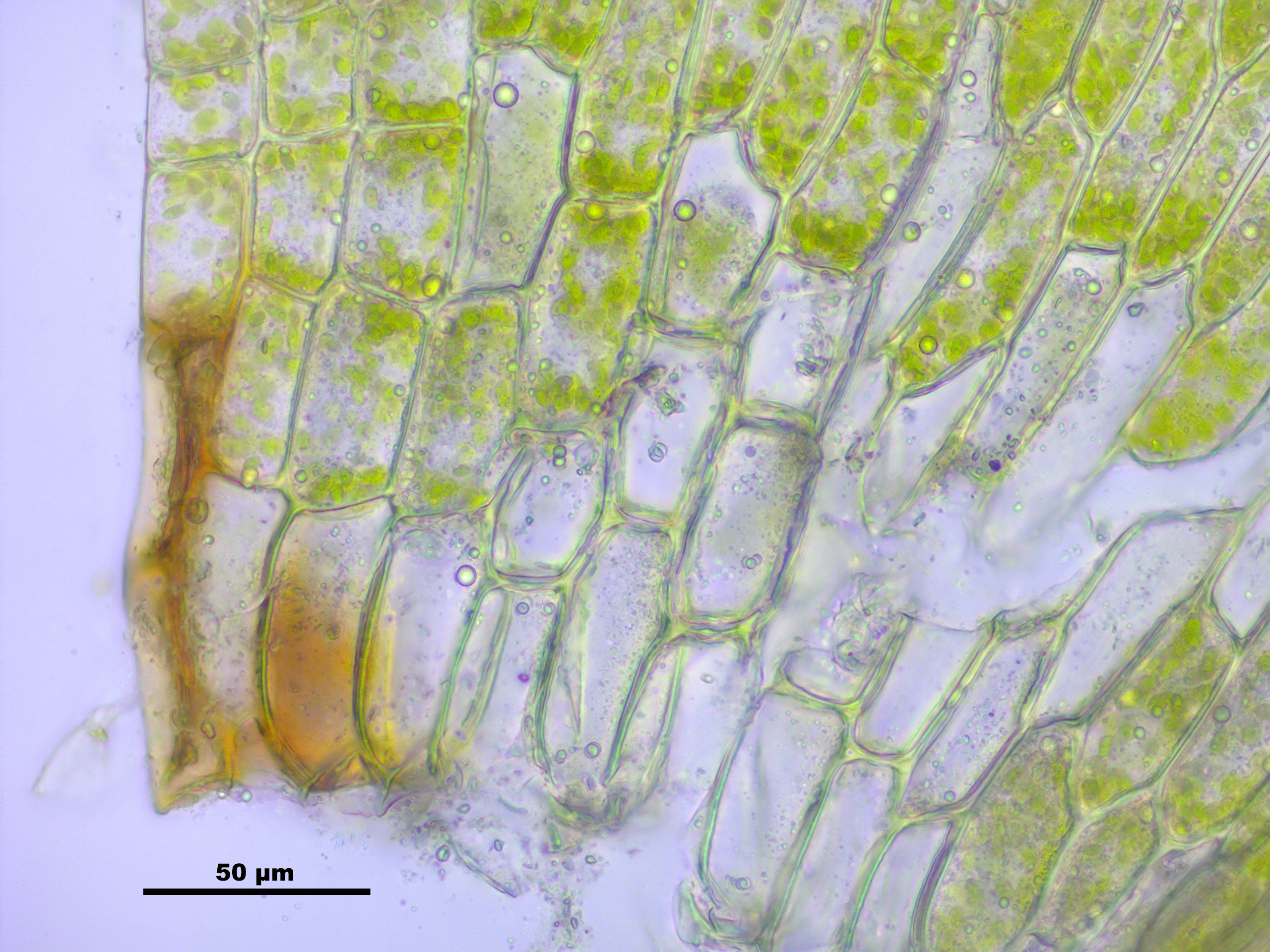
Bladcellen bladvoet
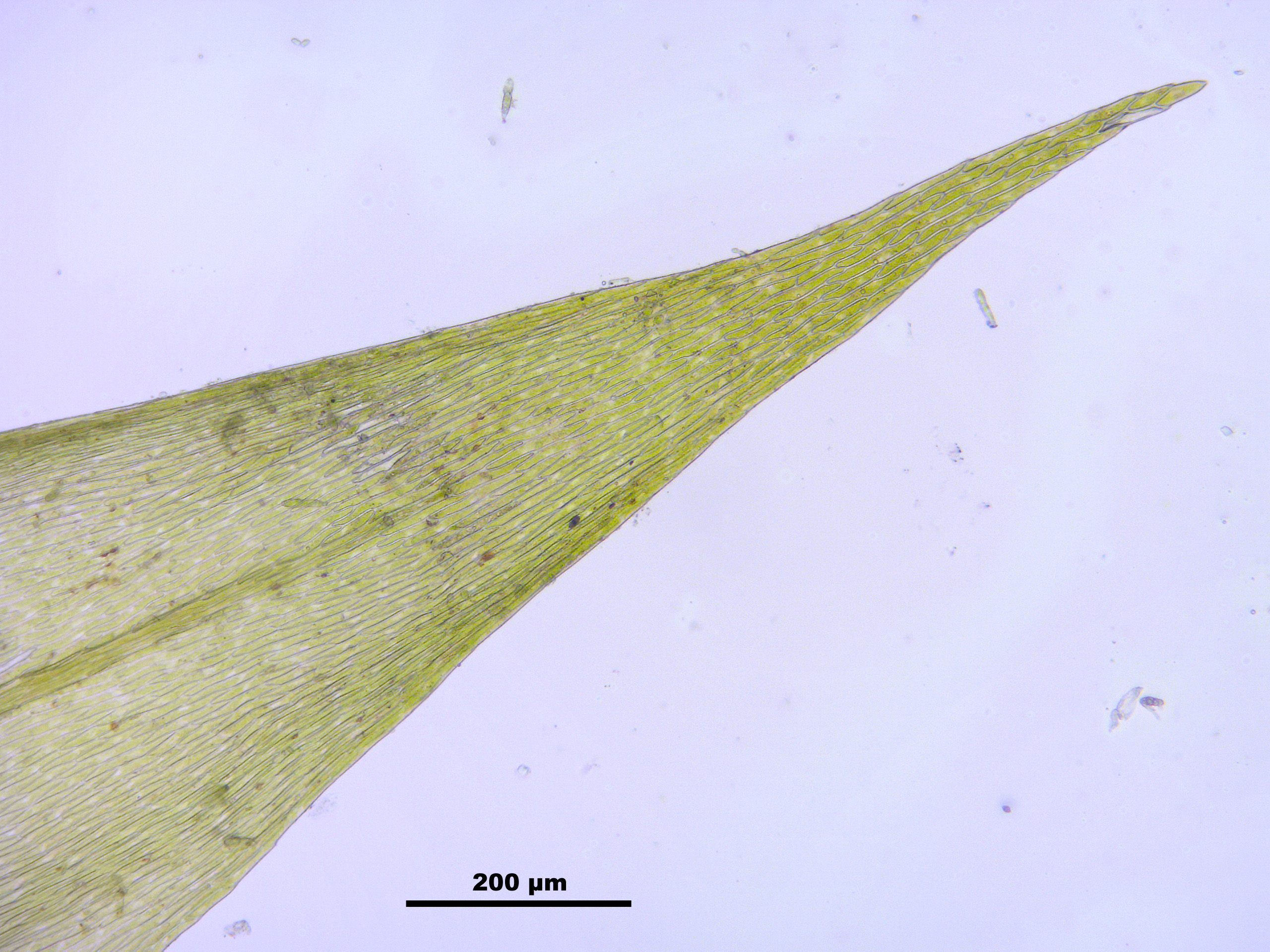
Bladcellen punt
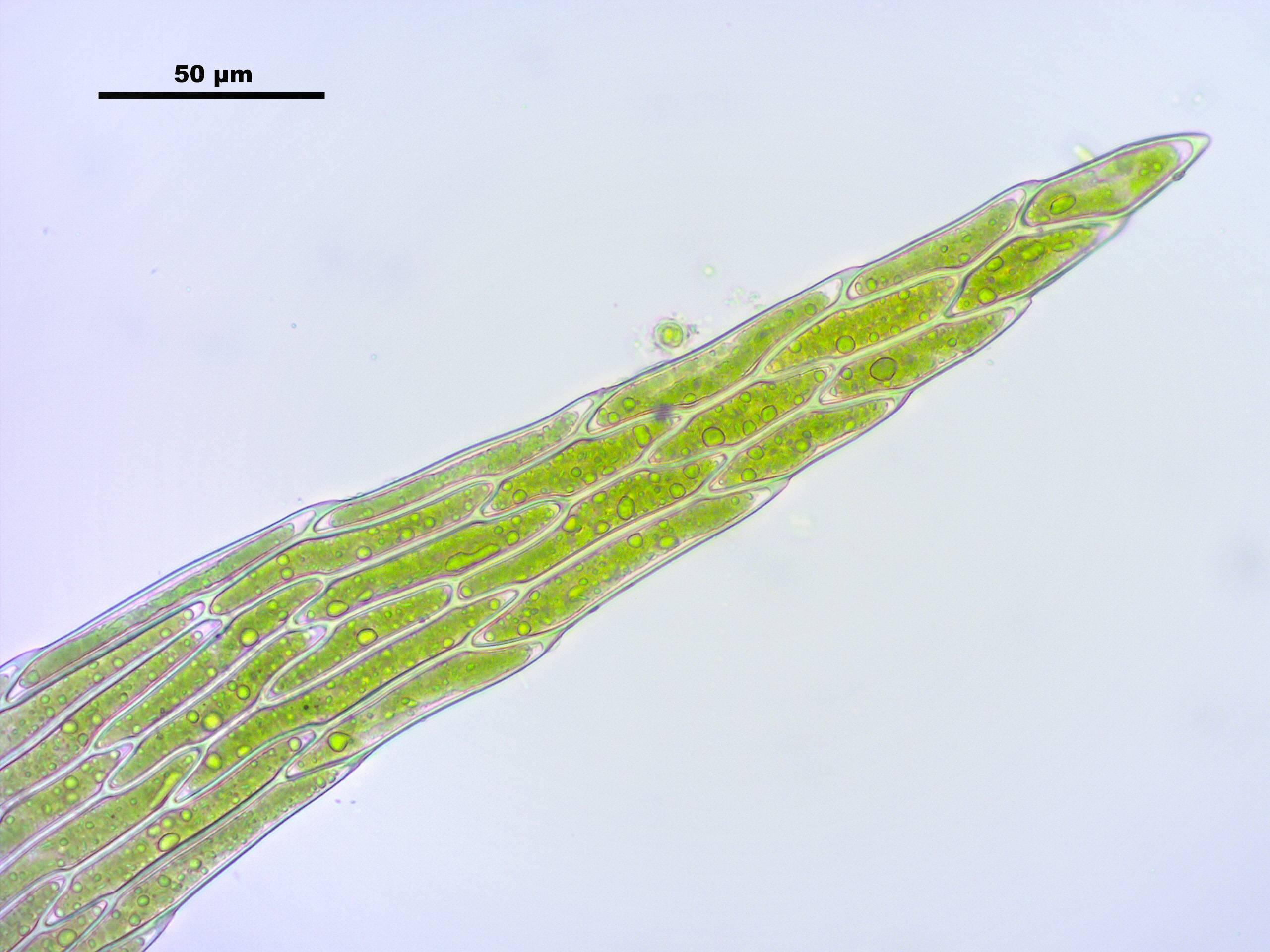
Bladcellen punt